# Chanac-les-Mines
Chanac-les-Mines är en kommun i departementet Corrèze i regionen Nouvelle-Aquitaine i de centrala delarna av Frankrike. Kommunen ligger  i kantonen Tulle-Campagne-Sud som tillhör arrondissementet Tulle. År 2022 hade Chanac-les-Mines 421 invånare.

## Befolkningsutveckling
Antalet invånare i kommunen Chanac-les-Mines
Referens:INSEE